# Camí reial
Un camí reial (també anomenat camí ral o camí real) és un camí públic principal, que en el seu temps era l'equivalent a les carreteres. Històricament formava part del patrimoni de la corona o patrimoni reial, d'aquí el seu nom, i estava sota la seva protecció. Eren emprats no només pel rei i els seus exèrcits, sinó també com un eix de comerç per a tots els qui volien portar la seua mercaderia a les ciutats i viles. Hi regia un codi, com el codi viari d'avui en dia, que protegia els vianants i imposava estrictes càstigs als qui no el compliren. A manera d'exemple, hi havia un camí reial entre Girona i Barcelona (amb dues variants) o entre Santa Coloma de Queralt i Tarragona.
El Diccionari Alcover-Moll, recull l'accepció camí real, com a derivació fonètica de camí reial, referit als camins del rei, vies principals de comunicació a l'època medieval. En alguns casos, però, també podria relacionar-se amb ral, un arabisme present arreu dels Països Catalans que designava una finca, o fins i tot, amb camí rural. El terme s'utilitza doncs per designar tota mena de camins majors i menors amb més o menys fonamentació documental.
Les carreteres nacionals es van fer coincidint en molts trams amb els antics camins reals o reials. Els camins recentment asfaltats sovint encara reben aquesta denominació; d'altres, en reben diversos alhora. En algunes poblacions com Mataró i Castelldefels existeixen carrers amb el nom del Camí Ral que en alguns casos designarien el pas d'aquest antic vial per la població.
A Vilanova del Camí, se celebra una fira anual amb el nom de la Fira del Camí Ral.
En la cultura popular, a vegades als camins rals se'ls anomena com a Camí Vell. Per exemple, el Camí d'Empúries, al Baix Empordà.
La construcció de carreteres, tal com s'entenen avui en dia, correspon sobretot a finals del Segle XIX i principis del Segle XX.